# Menachem Birnbaum
Menachem Birnbaum (Wenen, 13 maart 1893 – overleed waarschijnlijk in Sobibor in 1943) was een Oostenrijkse joodse boekillustrator en portretschilder.
Birnbaum was de tweede zoon van de Joodse filosoof Nathan Birnbaum en zijn vrouw Rosa Korngut. Menachem Birnbaum trouwde later met Ernestine (Tina) Esther Helfmann, met wie hij twee kinderen had: Rafael Zwi en Hana. Birnbaum woonde in Berlijn van 1911 tot 1914 en opnieuw van 1919 tot 1933. Nadat de nazi's in 1933 de macht hadden gegrepen in Duitsland emigreerde hij met zijn gezin naar  Nederland. Zijn broer Uriël Birnbaum (1894-1956) kwam in 1939 met vrouw en dochter naar Nederland. De broers werkten vaak samen bij het creëren van expressionistische boeken. In het voorjaar van 1943 werd Menachem gearresteerd door de Gestapo en met zijn familieleden via het kamp in Westerbork naar een Duits naziconcentratiekamp getransporteerd, waar hij werd vermoord. Birnbaum stierf waarschijnlijk in Auschwitz in 1944; Tina, Rafael Zwi, en Hana Birnbaum misschien in Sobibór in 1943. Zijn broer Uriel overleefde de Duitse bezetting.

## Werk waar Birnbaum bij betrokken was
- Das Hohe Lied ("Het Hooglied"). Berlijn, 1912
- Der Aschmedaj (Jiddisch maandblad). Berlijn-Warschau 1912
- Schlemiel (humoristisch periodiek). Berlijn 1919-1920 ("Schriftleitung des künstlerischen Teils")
- Chad Gadjo: geïllustreerd door Menachem Birnbaum, in het Duits vertaald door Uriel Birnbaum. Berlin: Welt-Verlag, 1919
- Chad Gadjo. Scheveningen, 1935
- Menachem Birnbaum zeigt Karikaturen. Den Haag: Travira, 1937